# Nord 80
Nord 80 är en segelbåt, konstruerad 1974 av Olle Enderlein. Båten tillverkades av Nordverk Marin AB  i Uddevalla. 

## Historia
Nord 80 konstruerades 1974. Första båt levererades sommaren 1975. Den finns i två versioner, Mark 1 1975 - 1977 och mark 2 1978 - 1984. Mark 2 har en högre mast.